# 沃德里维莱尔 (杜省)
沃德里维莱尔（法語：Vaudrivillers）是法国杜省的一个市镇，属于贝桑松区（Besançon）博姆勒达梅县（Baume-les-Dames）。该市镇总面积3.65平方公里，2009年时的人口为80人。

## 人口
沃德里维莱尔人口变化图示